# 楯山地区
楯山地区（たてやまちく）は、山形県山形市北部に位置する地区である。

## 概要
山形市北部の平地に位置する。東を高瀬地区、西を出羽地区、南西を千歳地区、南東を鈴川地区と接し、北は立谷川を隔てて天童市と接している。
地区内にはやまがた百名山の大岡山があり、高瀬地区から村山高瀬川が流れる。

## 歴史
古代の歴史として、地区にお花山古墳群をはじめとする遺跡がある。中世には城（館）があったといわれる。
明治以降は楯山村という村だった。戦時中日本飛行機が地区西側の伊達城･新開地区に飛行場を建設し、そのため楯山地区も攻撃の標的となった。他にも風間地区のガード付近では国鉄の機関車を狙った攻撃があり、民間人が死傷したといわれている。
1954年（昭和29年）、周辺の村とともに山形市に編入される。

## 産業
農業のほか、立谷川工業団地や流通センターにおける工業や流通業が主な産業である。商店は幹線道路沿い以外には少ないが、近隣の商業施設への交通アクセスは良い。

## 教育
学区は大部分が山形市立楯山小学校、山形市立高楯中学校である。その他山形県立中央病院南側に山形県立保健医療大学がある。

## 地区の区分
楯山地区は、大きく風間、十文字、青柳、新開、青野に分かれる。

### 風間地区
楯山駅周辺の地区。たてやまなかま館、郵便局、駐在所があり、楯山地区の中心。最近では駅の北側に新しい住宅が立っている。大岡山のふもと。

### 十文字地区
風間地区の北側。立谷川工業団地を含む。工業団地以外の土地はおもに果樹栽培に用いられる。

### 青柳地区
楯山地区の西側。南出羽駅、山形県立中央病院があり、薬局が多い。鯉の生産がある。

### 新開地区
青柳地区の北側。近年に開発された住宅地。以前は一帯が前述の飛行場だった。

### 青野地区
楯山地区の南側。西側は流通センターであるが、東側は住宅地として開発された。鈴川地区に隣接している。

## 交通
道路の便が非常に良い。国道13号、県道19号、県道22号が南北に、県道275号が東西に走り、山形自動車道の山形北インターチェンジがある。鉄道は、地区の西に山形線の南出羽駅、東に仙山線の楯山駅がある。バスは山交バスが地区内を走る。